# Альберада Буональберго
Альберада или Обри Буональберго (лат. Alverada, фр. Aubrée de Buonalbergo, около 1033 — июль 1122) — первая жена Роберта Гвискара, герцога Апулии, за которого была выдана замуж в 1051 или 1052 году.
Отец, Жирар Буональберго, поддерживал воинственные амбиции Роберта Гвискара и дал за дочерью в качестве приданого 200 рыцарей. Альберада родила Гвискару двоих детей — дочь Эмму, мать Танкреда Тарентского, и сына Боэмунда, названного в крещении Марком, князя Таранто и Антиохии. После того, как в 1058 году папа Николай II ужесточил церковные законы относительно степени кровного родства между супругами, Роберт Гвискар аннулировал свой брак с Альберадой и женился вторично на Сишельгаите, дочери Гвемара IV, князя Салерно.
Альберада также вторично вышла замуж за графа ди Моттола Ричарда, сына графа Апулии Дрого — то есть племянника своего первого мужа Роберта Гвискара — от этого брака у неё родился сын Рожер, граф ди Моттола (погиб в 1119 году)

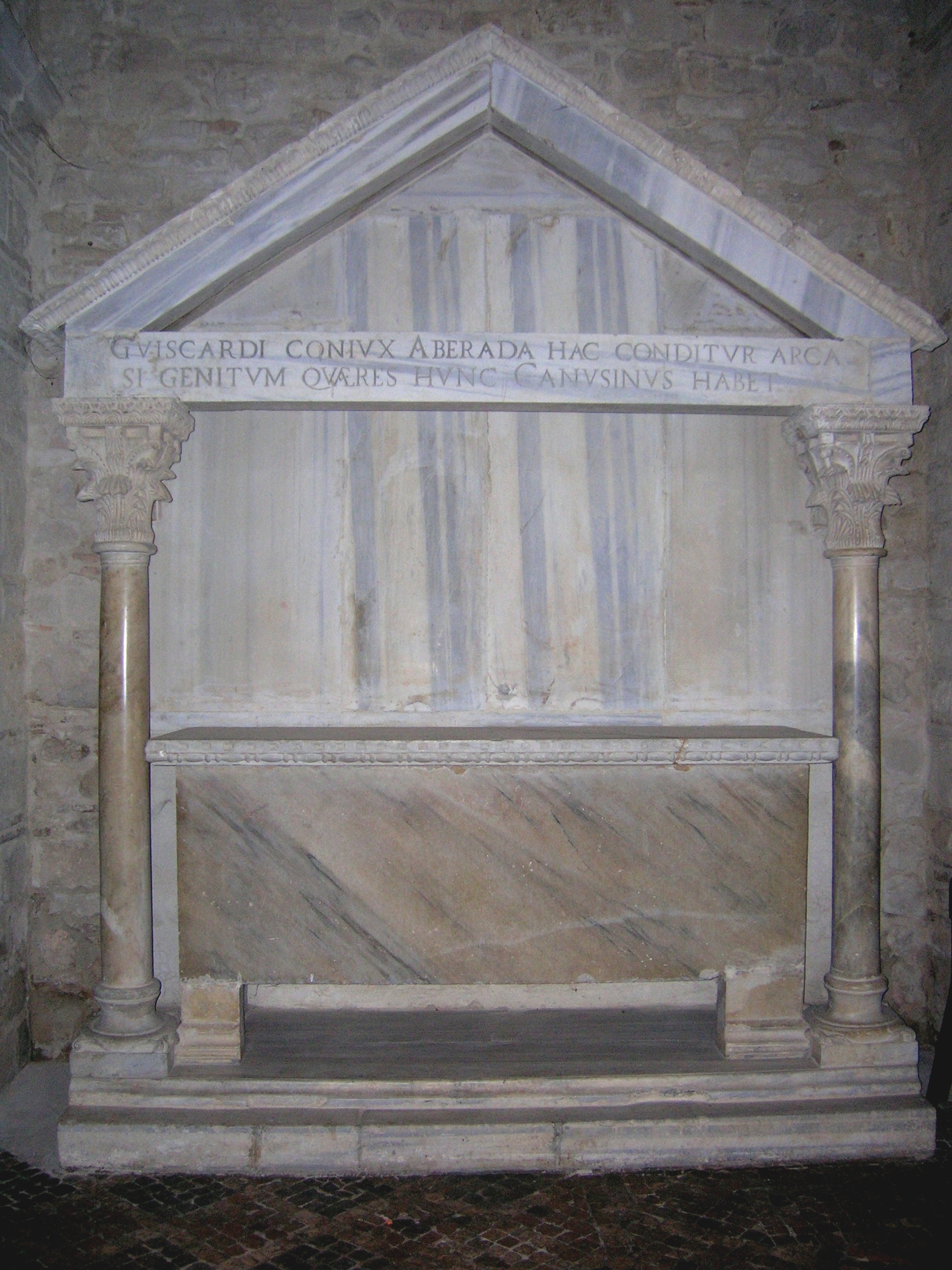
Могила Альберады

Альберада дожила до глубокой старости и умерла в июле 1122 года, на 11 лет пережив сына. Её тело было погребено в усыпальнице семьи Отвиль в Венозе.